# Colbán de Fife
Colbán de Fife (mort en 1270/1272) est un comte de Fife en Écosse. Il est le fils ainé du comte Malcolm II et de son épouse Elen ferch Llywelyn, il succède à son père encore adolescent à la mort de  Malcolm en 1266 après avoir été adoubé chevalier par le roi Alexandre III en 1264.
Il épouse une certaine Anna qui est vraisemblablement une des trois fills légitimes et cohéritières d'Alan Durward. Colbán et Anna ont un fils  Duncan, qui lui succède comme comte de Fife à l'âge de huit ans, et deux filles  Marjory, qui épouse Alan, comte de Menteith et Isabelle de Fife épouse de John Comyn, 7e comte de Buchan.
Colbán meurt alors qu'il est encore un homme jeune. La date de son décès est incertaine et dépend de l'interprétation des sources. G.W.S. Barrow donne 1272, mais Bannerman préfère 1270.

## Source de la traduction
- (en) Cet article est partiellement ou en totalité issu de l’article de Wikipédia en anglais intitulé « Colban, Earl of Fife » (voir la liste des auteurs).